# Thomas Stearns Eliot
Thomas Stearns »T. S.« Eliot, OM, angleško-ameriški pesnik, dramatik in literarni kritik, * 26. september 1888, St. Louis, Misuri, ZDA, † 4. januar 1965, London, Anglija, Združeno kraljestvo.
Eliot je bil eden najpomembnejših pesnikov angleškega jezika v 20. stoletju. 
Bil je rojen Američan, vendar se je leta 1914 preselil v Združeno kraljestvo in leta 1927 postal britanski državljan.
Uveljavil se je z leta 1915 objavljeno Ljubezensko pesmijo J. Alfreda Prufrocka (The Love Song of J. Alfred Prufrock), ki jo štejejo za eno največjih mojstrovin modernizma. Nekatere od njegovih naslednjih pesmi so se uvrstile med najbolj poznane v angleškem jeziku: Gerontion (1920), Pusta dežela (The Waste Land, 1922), Votli ljudje (The Hollow Men, 1925), Pepelnična sreda (Ash Wednesday, 1930), in Štirje kvarteti (Four Quartets, 1944). Znan je tudi po svojih sedmih igrah, posebej po Umoru v katedrali (Murder in the Cathedral,  1935). Leta 1948 je prejel Nobelovo nagrado za književnost.